# Вичкилейка
Вичкилейка — река в России, протекает в Никольском районе Пензенской области. Правый приток Айвы.

## География
Длина реки составляет 12 км, площадь водосборного бассейна — 61,7 км². Река берёт начало в лесах в урочище Моховое Болото. Течёт на запад через село Вичкилей. Устье реки находится около села Новиковка в 66 км по правому берегу реки Айва.

## Данные водного реестра
По данным государственного водного реестра России относится к Верхневолжскому бассейновому округу, водохозяйственный участок реки — Сура от Сурского гидроузла и до устья реки Алатырь, речной подбассейн реки — Сура. Речной бассейн реки — (Верхняя) Волга до Куйбышевского водохранилища (без бассейна Оки).
Код объекта в государственном водном реестре — 08010500312110000036296.